# Saint-Maurice-Colombier
Saint-Maurice-Colombier település Franciaországban, Doubs megyében. Lakosainak száma 889 fő (2022. január 1.). Saint-Maurice-Colombier La Prétière, Blussangeaux, Blussans, Colombier-Fontaine, Goux-lès-Dambelin, Longevelle-sur-Doubs, Sourans és Villars-sous-Écot községekkel határos.

## Népesség
A település népessége az elmúlt években az alábbi módon változott:
| Lakosok száma | 344  | 742  | 729  | 849  | 892  | 907  | 907  | 903  | 902  | 889  |
|               | 1968 | 1982 | 1990 | 2006 | 2013 | 2015 | 2017 | 2019 | 2020 | 2022 |